# Drin-Schlucht
Die Drin-Schlucht (albanisch Gryka e Drinit të Bardhë; serbisch Кањон Белог Дрима Kanjon Belog Drima) oder Fshajt-Schlucht ist eine Schlucht im Südwesten des Kosovos, die vom Weißen Drin durchflossen wird. Die Schlucht ist nur rund 900 Meter lang und bis zu 45 Meter tief. Am südlichen Ausgang der Schlucht befindet sich die Fshajt-Brücke (albanisch Ura e Fshejtë; serbisch Швањски мост Švanjski most), eine alte osmanische Brücke, die Wasserspringer von weit her anzieht. Die Schlucht und die Brücke wurden 1986 zum nationalen Naturdenkmal erklärt.

## Geographie und Geologie
Die Schlucht befindet sich beim Dorf Xërxa in den Großgemeinden Rahovec und Gjakova. Die Straße von Gjakova nach Prizren quert den Drin bei der Fshajt-Brücke.
Der Drin grub die Schlucht in einem langen geomorphologischen Prozesses. Der Einschnitt im Kalk-Block aus der Kreidezeit, der sich als Riegel von Nordost nach Südwest durch die Metochien-Ebene zieht, entstand durch langwierige Erosion in der nach-lakustrischen Periode eines großen Sees des Neogens.
Das Schutzgebiet um die Schlucht ist 199 Hekat groß. Neben seiner landschaftlichen Schönheit ist es auch von paläontologischer Bedeutung. Ein Felsen bei der Brücke wird Adlerfelsen (Shkëmbi i Shqiponjës) genannt, ein anderer Skanderbeg-Felsen (Shkëmbi i Skenderbeut). Auf letzterem malte Mexhid Yvejsi 1968 anlässlich seines 500. Todestags ein Porträt von Skanderbeg.

## Nutzung und Tourismus

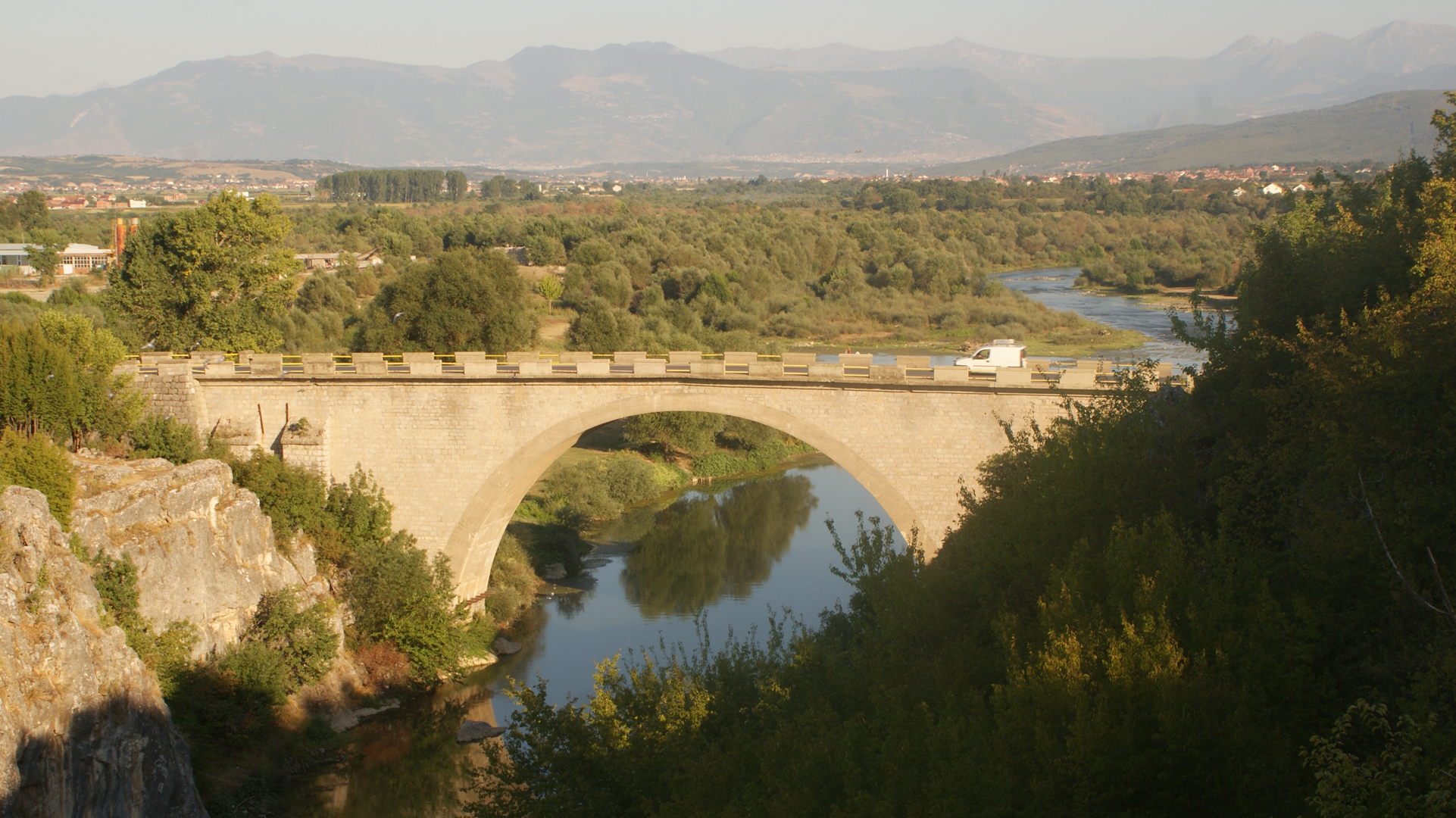
Fshajt-Brücke

Dank der Lage an einer wichtigen Verkehrsroute wird die Schlucht von vielen Touristen und Ausflüglern besucht. Zusammen mit der einbogigen Fshajt-Brücke bildet sie eine bedeutende Touristenattraktion in der Region.
Ein paar Gebäude im Schutzgebiet beeinträchtigen die Landschaft.

Jedes Jahr findet an der Brücke ein Wettbewerb im Wasserspringen statt.